# Nailin
Nailin (kinesiska: 奈林, 奈林苏木) är en socken i Kina. Den ligger i den autonoma regionen Inre Mongoliet, i den norra delen av landet, omkring 840 kilometer öster om regionhuvudstaden Hohhot.
Genomsnittlig årsnederbörd är 633 millimeter. Den regnigaste månaden är juli, med i genomsnitt 198 mm nederbörd, och den torraste är januari, med 3 mm nederbörd.